# Kronika Ilustrowana

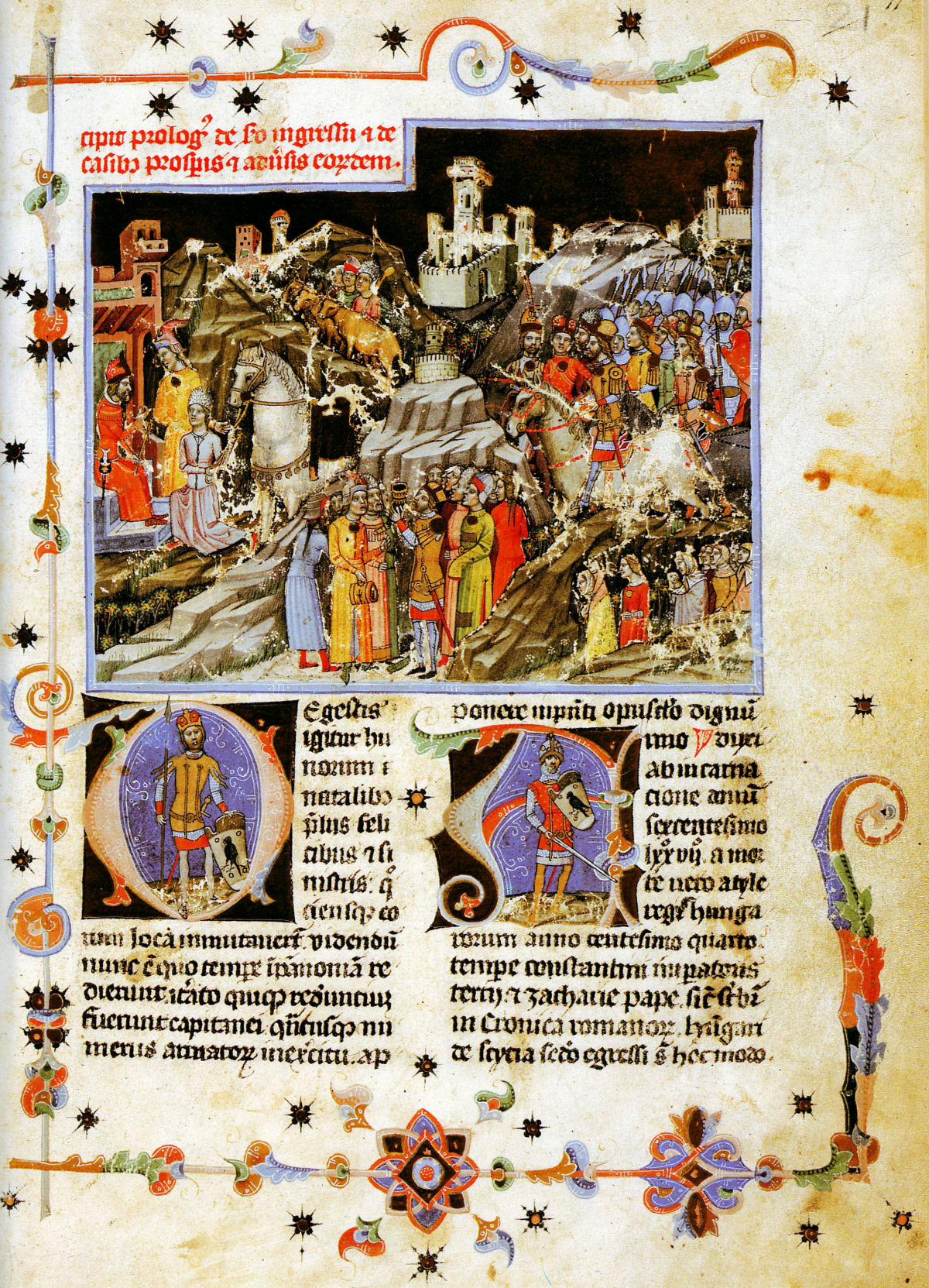
Strona z kroniki. Górna miniatura przedstawia przybycie Węgrów do Kotliny Karpackiej (honfoglalás).

Kronika Ilustrowana (węg. Képes Krónika, łac. Chronica (Hungariae) Pictum, Chronica Hungarorum, Chronica Picta, albo Chronica de Gestis Hungarorum) – łaciński kodeks, ilustrowana kronika opisująca legendarne pochodzenie oraz średniowieczną historię Węgrów do XIV w., do panowania Karola Roberta. Powstała na dworze Ludwika I Wielkiego około roku 1360, jej autorem jest Marek z Kaltu (węg. Kálti Márk). Kronika nie została ukończona, jej tekst urywa się nagle w połowie zdania.
Księga znajduje się w zbiorach Biblioteki Narodowej im. Széchényi’ego w Budapeszcie (sygnatura CLMAe 404). Ma wymiary 300×210 mm. Warstwa ilustracyjna księgi obejmuje 43 miniatury i ponad 100 ozdobnych inicjałów.